# Munilla (Valle de Valdebezana)
Munilla de Hoz de Arreba es una localidad de España que forma parte del municipio de Valle de Valdebezana, en la comarca administrativa de Las Merindades, provincia de Burgos, Castilla y León.

## Toponimia
El nombre Munilla podría tratarse de un antropónimo con el significado de "heredad de Muño o Munio", o un orónimo de raíz eusquérica -muno colina, cerro- referido al pequeño promontorio en cuya base se asienta el pueblo. Precisamente en este cerro está situado el cementerio, y en su cima se encuentran lo que pudieran ser unas tumbas rupestres antropomórfas.
Para una mayor precisión vaya la siguiente cita textual: 

En cuanto a la estructura de la voz geográfica MUNILLA habrá que comenzar afirmando su naturaleza híbrida vasco-romance, a base del radical MUN- y el sufijo castellano -ILLA, de carácter diminutivo.

En efecto, el radical MUN- parece directamente relacionado con el vocablo euskérico muno, muño 'colina', presente en apellidos y topónimos como Munabe, Munagaray, Munoa, Muñagorri, Muñazabal, Mañoa, Iramuno, Unamuno (85), así como en el topónimo Muñeca(s), si hacemos caso a Menéndez Pidal (86).
(…)
En tierras de Villarcayo existe el topónimo Moneo. originado sobre la misma base euskérica MUN-, como parecen demostrarlo las formas documentales (89).

El vocablo vasco muna 'ribazo', hermano del anteriormente mencionado, muno 'colina', habrá sido sin duda el étimo tanto de Moneo corno de MUNILLA.
 Abelardo Herrero Alonso: “Rios de nombre vasco en la provincia de Burgos”.

Hay otro Munilla en La Rioja.

## Geografía
Se encuentra en una hondonada, rodeado de una estructura caliza que se eleva aproximadamente 300 metros por encima del pueblo. Al este destaca una pequeña alineación rocosa llamada Sierra de Munilla. Como altura máxima el pico Valdericanes (1.076m). Otros picos próximos son el Cielma (1.194 m), el Marul (1.135 m) y La Serna (995 m).
El terreno es muy quebrado, y predomina el matorral en la parte alta y las manchas de roble, encina y haya en la baja. Cercano al pueblo discurre el arroyo de La Pisa, afluente del río Trifón (tributario a su vez del Ebro).
Limita al
- Norte:  Hoz de Arreba
- Sur: Población de Arreba
- Este: Landraves
- Oeste: Bricia

## Historia
La primera noticia de Munilla es del siglo XIV, y se encuentra en el Becerro de las Behetrías, donde se la llama Momiella de Riba, como lugar de María de Velasco, señora que tenía otras muchas propiedades en la Merindad de Castilla la Vieja, y en donde se señala que hubo un monasterio del que nada se sabe.
En el siglo XVIII estaba bajo la jurisdicción del Marqués de Cilleruelo.

### Edad Contemporánea
Así describe Sebastián de Miñano en 1826 este pueblo:

“Munilla, provincia y partido de Santander, Hoz de Arreba, 22 vecinos, 78 habitantes, 1 parroquia. Situado a orilla del arroyo Pisa, lindando con Villanueva de las Ollas, Perros y Crespos. Produce granos, pastos y ganado.” 

Y así el navarro Pascual Madoz a mediados del siglo XIX:

SIT. en una pendiente, y combatido por el viento E.; su clima es frío, y las enfermedades mas comunes son constipados. Tiene unas 40 casas, una fuente dentro de la población y varias en el término, entre ellas la llamada de la Salud, siendo las aguas de todas excelentes, y finalmente una iglesia parroquial matriz (San Miguel), servida por un cura párroco y un sacristán, cuyo curato es de presentación del duque de Frías. Confina el término norte Lándraves y Arreba; Este Hoz de Arreba; Sur Las Torres, y Oeste Población. El terreno es de media calidad y muy propio para arbolado; le baña el río denominado de Munilla, que corre hacia Lándraves, en cuyo punto se confunde con el río Trifón; hay algunos montes poblados de robles y hayas, cuyas maderas sirven para toda clase de obras. Caminos: Los de servidumbre únicamente. Correos: la correspondencia se recibe de Soncillo por peatón, que llega los lunes y viernes, y sale los sábados y martes. Produce: trigo, cebada, legumbres y toda clase de frutas; cría ganado lanar, y caza de perdices, palomas torcaces, liebres y raposos. Industria: la agrícola y alguna alfarería. Población: 20 vecinos, 79 almas. Capacidad productiva: 284,510 reales. Impuestos:28,894.

Según el diccionario de Madoz, a mediados del siglo XIX Munilla tenía una población de 79 personas, lo que da una idea de la magnitud del declive poblacional comparado con la actual.
Geográficamente y hasta el siglo XIX estaba incluido en la provincia de Santander, y pertenecía a la diócesis de Santander.
La población según el catastro de 2013 es de 3 habitantes, lo que sitúa a este lugar en el borde del completo despoblado, a pesar de las casas que son ocupadas temporalmente en la época estival y de vacaciones.

## Carreteras
Se accede al pueblo desde la carretera N-623 en el puerto de Carrales y desde la N-232 desde Soncillo por la carretera que parte desde Torres de Abajo que termina en la localidad. 
Entre esta y Hoz de Arreba hay una senda de 4 km, que atraviesa el desfiladero de Las Palancas y que forma parte del GR 85, vía de 165 km que recorre la comarca de las Merindades.

### Canteros
Al estar rodeado por montañas, los habitantes de este pueblo estaban muy familiarizados con las rocas, de ahí que un trabajo muy especializado desde la Edad Media en este pueblo y el contorno haya sido el de canteros. Se encargaban de extraer piedra para luego labrarla conforme a sus necesidades para construir casas y cualquier otro tipo de edificios o construcciones que fuera menester como corrales para el ganado, chabolas para protegerse en el monte, construir paredones para hacer caminos transitables u otro tipo de necesidades. 
Producto de la persistencia y continuidad de tal oficio fue la generación de una jerga propia de canteros exclusiva de los que vivían de este oficio en Munilla y comarcas vecinas como Valle Zamanzas. Entre las múltiples palabras que utilizaban algunas son del euskera como ureta (agua),  uretiona (fuente), chacurra (perro), chiqui (poco), bai (sí) por ejemplo; todas ellas dichas por Jesús Fernández Martínez, natural de Munilla, desbastador y ensamblador de sillares, oficio que aprendió de su padre y éste de su padre.

## Patrimonio arquitectónico
Las casas del pueblo corresponden a la factura típica de las viviendas de esta comarca, con fachadas de mampostería, sillarejo y balconadas de madera. 
Destaca entre el caserío la iglesia de San Miguel Arcángel, de una sola nave con tres tramos y de la que sobresalen a norte y sur dos capillas. Por el oeste está rematada con una torre de campanario rectangular, y por el este con un ábside semiesférico. La construcción original correspondía al estilo románico, que fue transformándose con el tiempo. Los muros son de sillarejo, destacando los canecillos labrados con motivos antropomórficos y animales, y la ventana norte con columnillas. En el interior se aprecian los restos de pinturas de estilo gótico.

## Perros
Próximo a Munilla está un pueblo denominado Perros. Existía ya en 1352, pues aparece nombrado en el Becerro de Behetrías. Nunca llegó a tener mucha población: en 1587 tenía 5 vecinos, y en 1591 tenía 3 vecinos, 1 de los cuales era pechero; El catastro del Marqués de Ensenada, en 1752, cita a un vecino y un habitante, ambos con esposa y dos hijos.
Perros quedó deshabitado cuando desapareció definitivamente el modo de producción que lo originó en la Alta Edad Media. Perdió sus últimos habitantes con el éxodo rural a las grandes urbes, en este caso al País Vasco. Los 24 habitantes del censo de 1949 quedaron reducidos a 8 en 1959, y quedó definitivamente abandonado en 1967, cuando explotó una bombona de butano quemando la última casa habitable, en la que residía un matrimonio que se vio obligado a abandonar el pueblo.
Desde entonces las casas se abandonaron y en la actualidad no queda ninguna en pie; sólo las paredes y las calles convertidas en caminos.